# 罗伯托·克里韦洛
罗伯托·克里韦洛（英語：Roberto Crivello；1991年9月14日—）是意大利的職業足球運動員，司職左後衛，現效力於意大利甲組足球聯賽中的費辛隆尼。

## 外部連結
- Soccerway資料庫：Roberto Crivello